# Діоцез Галлія

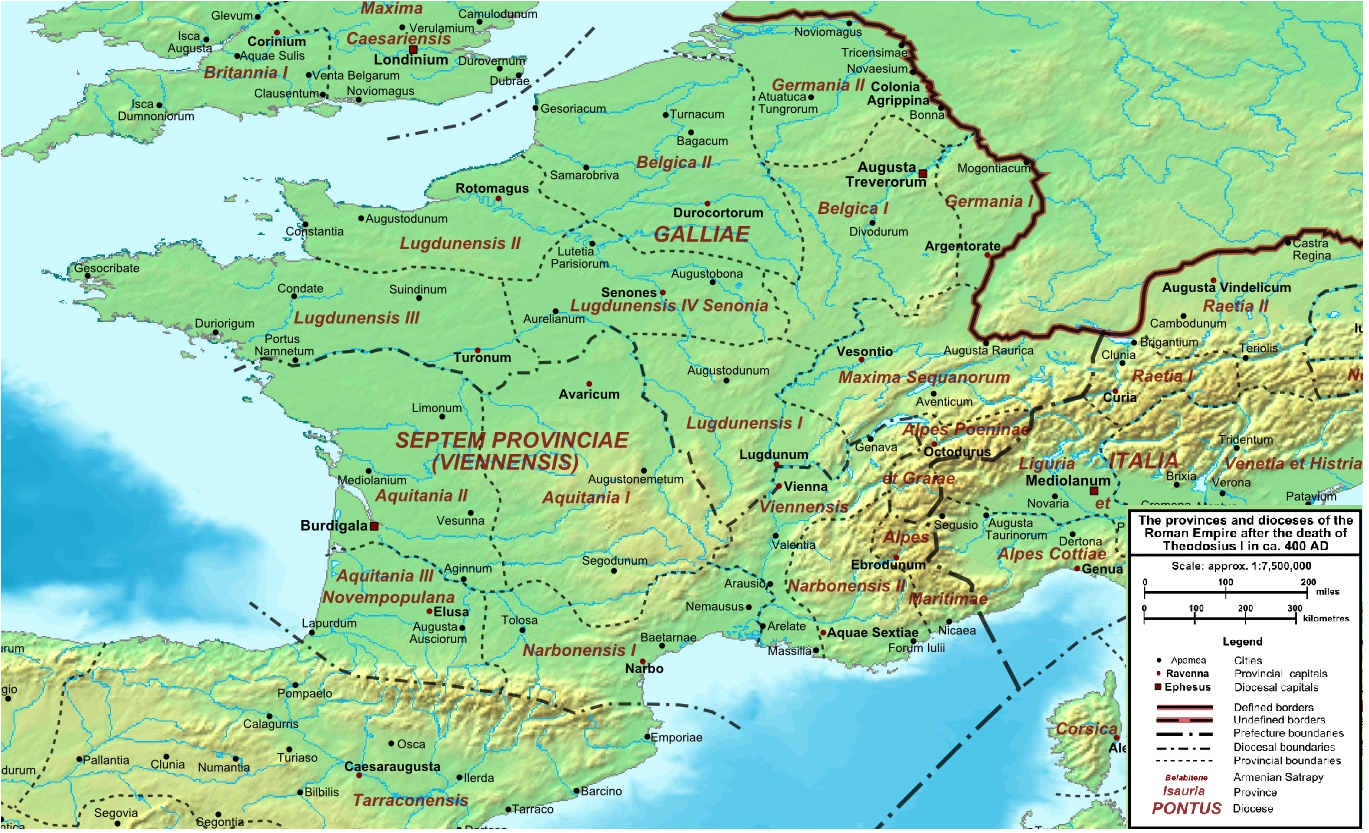

Діоцез Галлія (лат. Dioecesis Galliarum) — один з діоцезів Пізньої Римської імперії, знаходився в преторіанській префектурі Галлії.
Він охоплював всю Галлію і складався з наступних провінцій: Лугдунська Галлія I, Лугдунська Галлія II, Лугдунська Галлія III, Лугдунська Галлія IV, Белгіка I, Белгіка II, Германія I, Германія II, Пеннінські Альпи та Максима Секванська.
Діоцез створений після реформ Діоклетіана та Костянтина I у 314.
На початку V століття кордон Рейну було порушено, і більшість Галлії виявилася захоплена варварськими племенами. Лише південний схід діоцезу залишався в руках римлян.
Після падіння Західної Римської імперії діоцез припинив своє існування.